# Neptune (1986)
Pour les articles homonymes, voir Neptune.
Le Neptune est une réplique de 63 m, d'un galion du XVIIe siècle, construit en 1986 pour le film Pirates de Roman Polanski. Il est amarré à Gênes (Italie), son port d'attache actuel.

## Caractéristiques
Le Neptune est un galion à trois-mâts carrés, muni d'un mâtereau avant et d'une civadière. Il mesure 63 m de long avec une largeur (maitre-bau) de 16,40 m et un tirant d'eau de 2.2 m. Il est équipé d'un moteur auxiliaire de 400 chevaux, 4500 m² de surface de voilure et 20 km de cordage (soit 11 tonnes de cordes). Malgré sa fonction première de plateau de cinéma, le navire est conçu comme un vrai voilier en bois exotique (iroko) pour la partie supérieure à la ligne de flottaison et en acier sous la ligne de flottaisons. Quelques pièces de décor comme les canons et les sculptures sont en matériaux composites et plastique. Conformément à la volonté de R. Polanski d'avoir un vrai bateau au lieu d'une maquette, il est fonctionnel et peut naviguer à 5 nœuds sous voiles (3 nœuds au moteur).

## Historique
Le navire est construit d'avril 1984 à mars 1985 à l'arsenal de Menzel Bourguiba en Tunisie. Il a nécessité le concours de 2000 ouvriers pour un budget de  8 000 000 $. Il est lancé en 1986 pour les besoins du film de Roman Polanski : Pirates. Il est dans le film un galion espagnol transportant un trône en or. Durant le tournage en Tunisie, à Malte et aux Seychelles, le navire est assuré par Lloyds pour 30 000 000 $, car sa perte aurait compromis le tournage du film.
Entièrement fonctionnel en dépit de son rôle cinématographique, il est utilisé pour promouvoir le film à Cannes lors du 39e Festival de Cannes, où le film Pirates a été présenté hors compétition.  
Il est ensuite réutilisé comme décor pour l'émission télévisée Mission Pirattak, puis offert par Tarak Ben Ammar à la ville de Cannes lors du 40e Festival international du film en 1987, à quai dans le vieux port.
En 1994, le Badaboum Théâtre joue la pièce Peter Pan à bord du galion au Quai du Vieux Port de Marseille attirant 8000 spectateurs durant 3 semaines.
En 2011, il a servi de cadre à la transposition télévisée du Jolly Roger du Capitaine Crochet dans la série télévisée Neverland - The True Story de Peter Pan par le réalisateur Nick Willing. 
Son port d'attache actuel est Gênes en Italie où il est amarré au Ponte Calvi et peut être visité comme une attraction.

## Galerie d'images

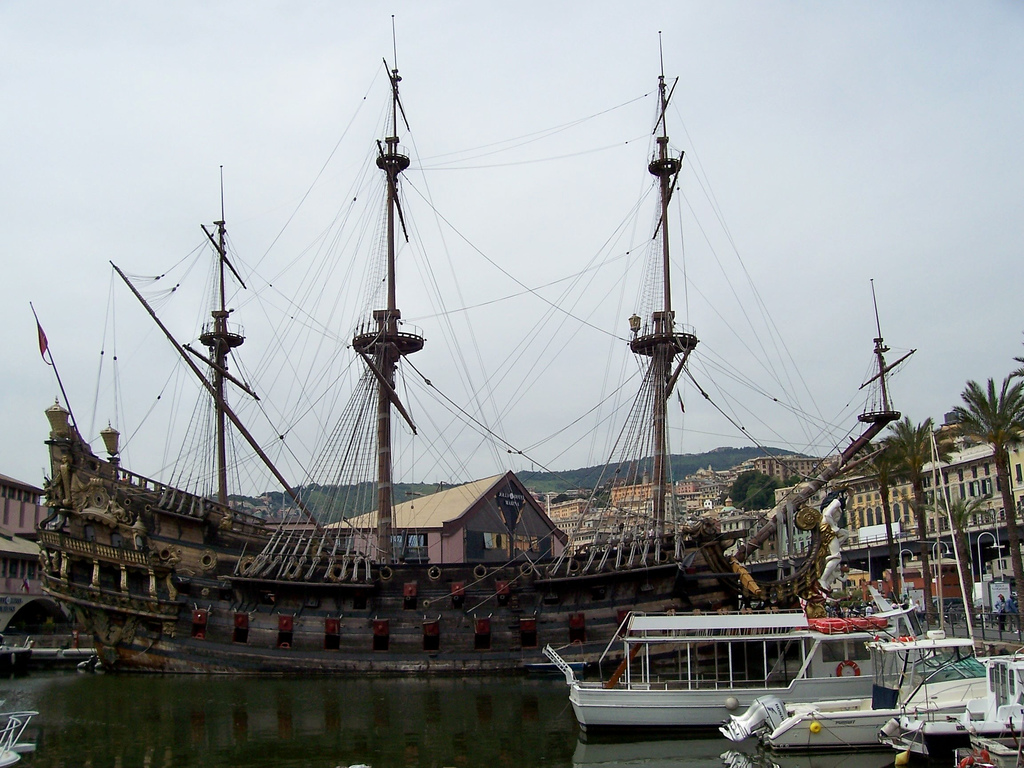
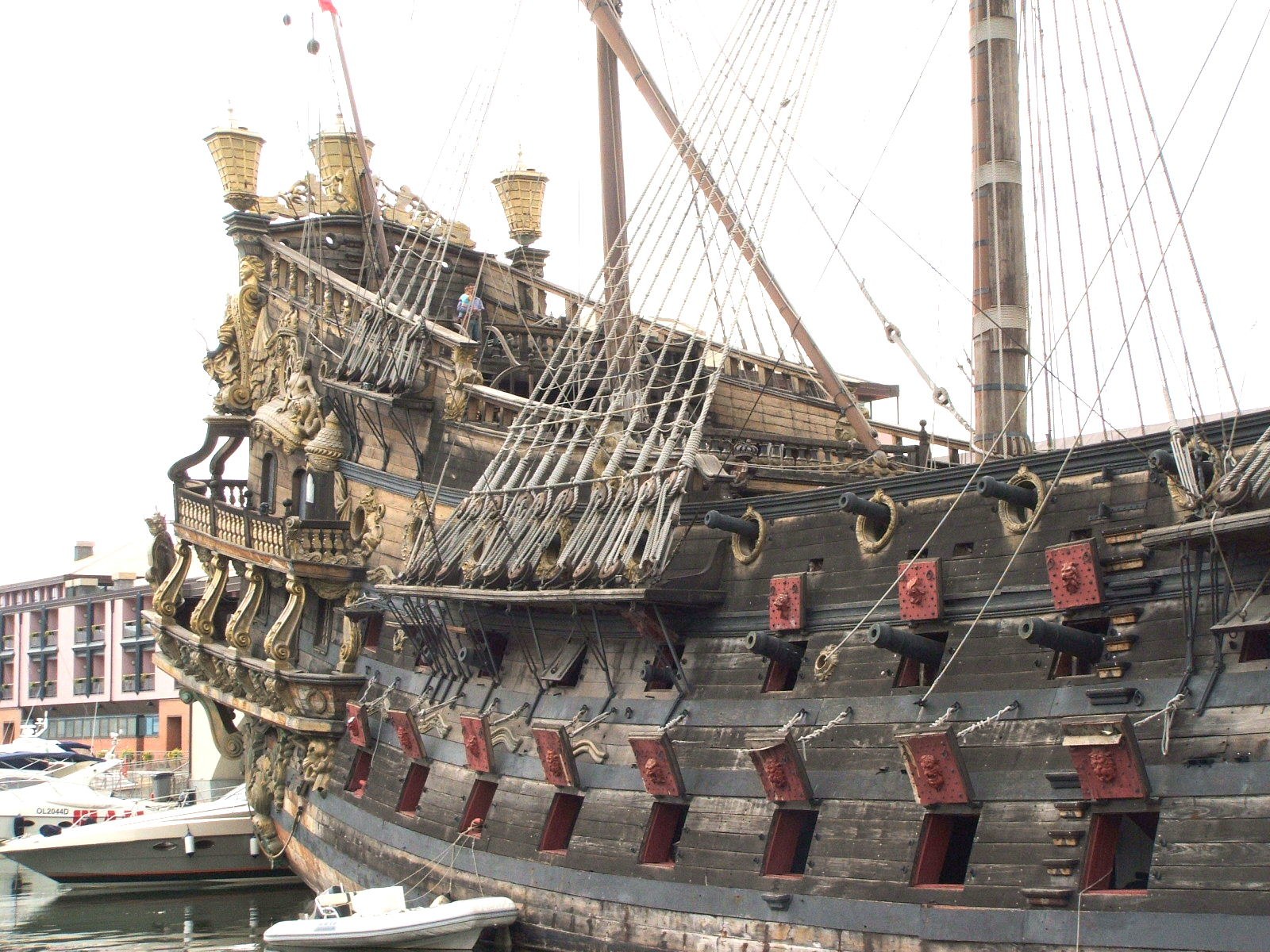
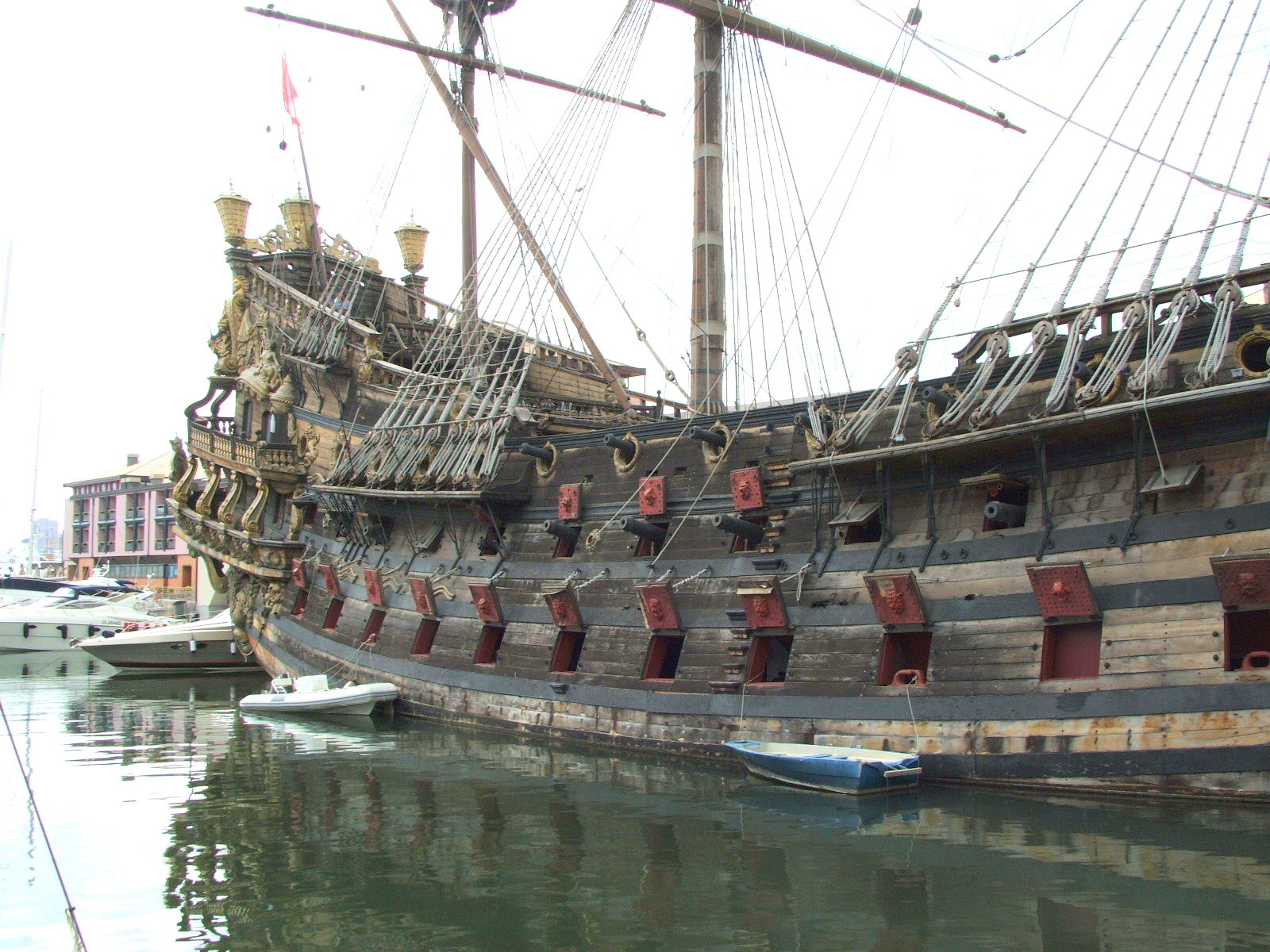
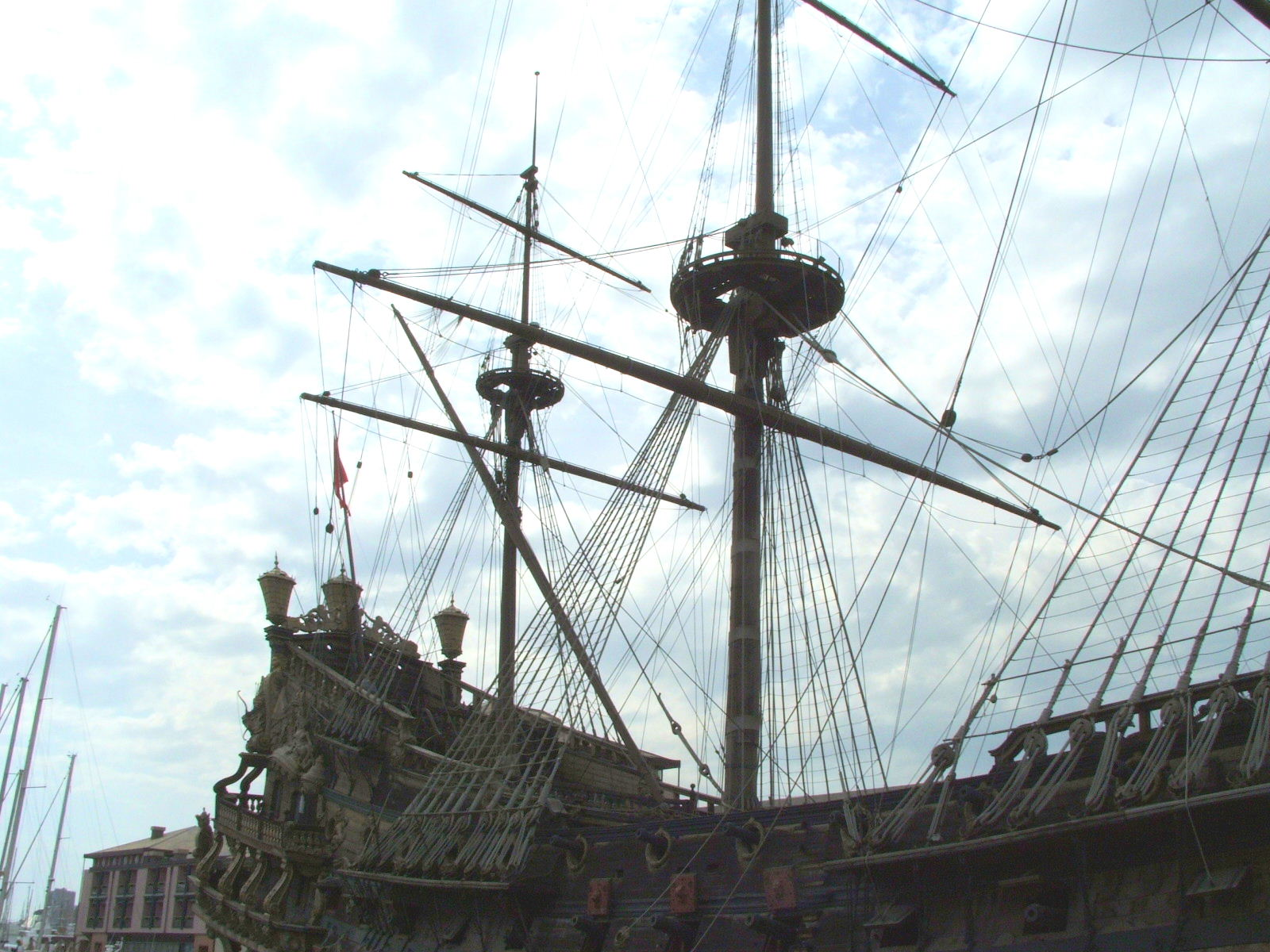
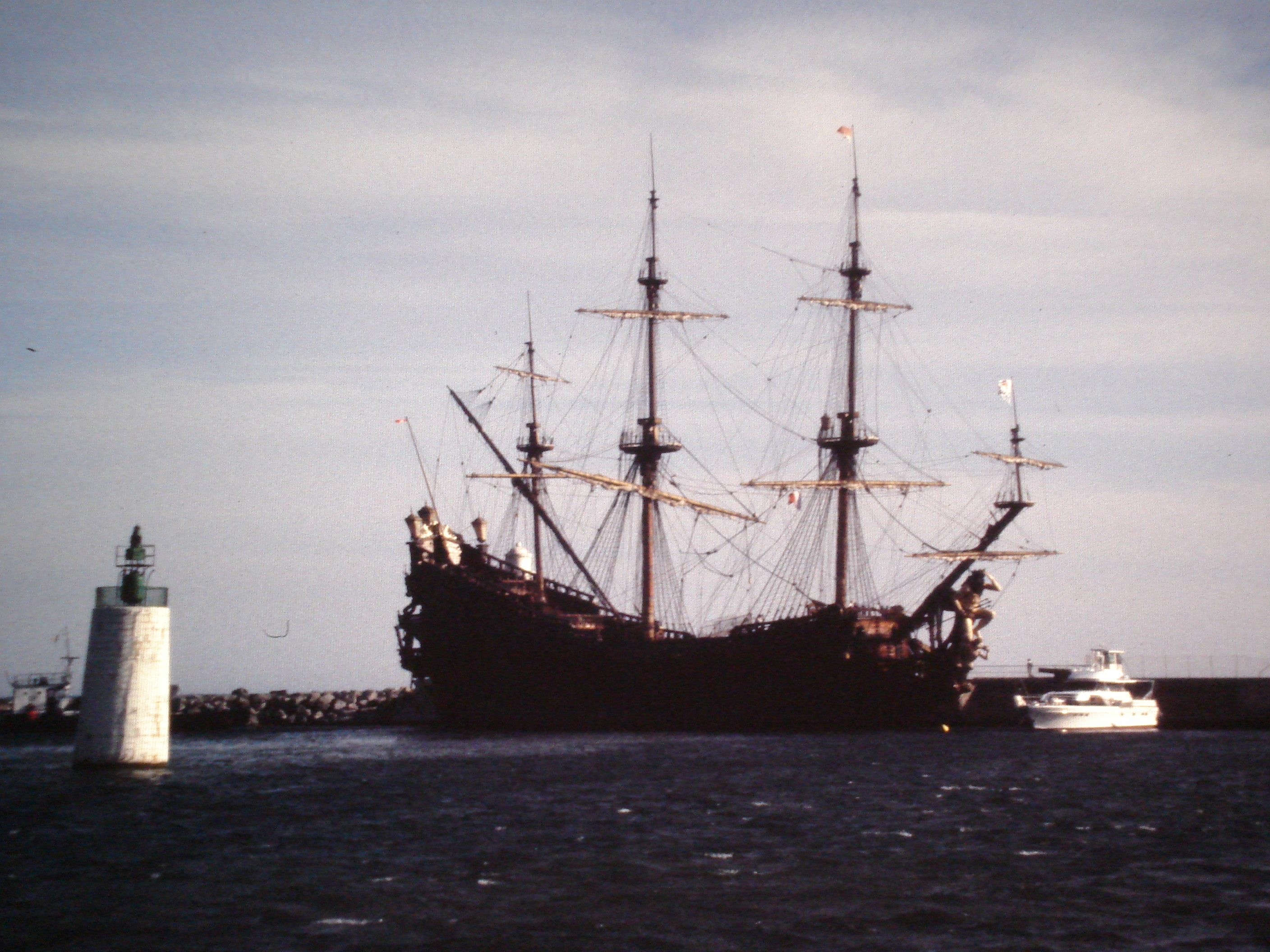
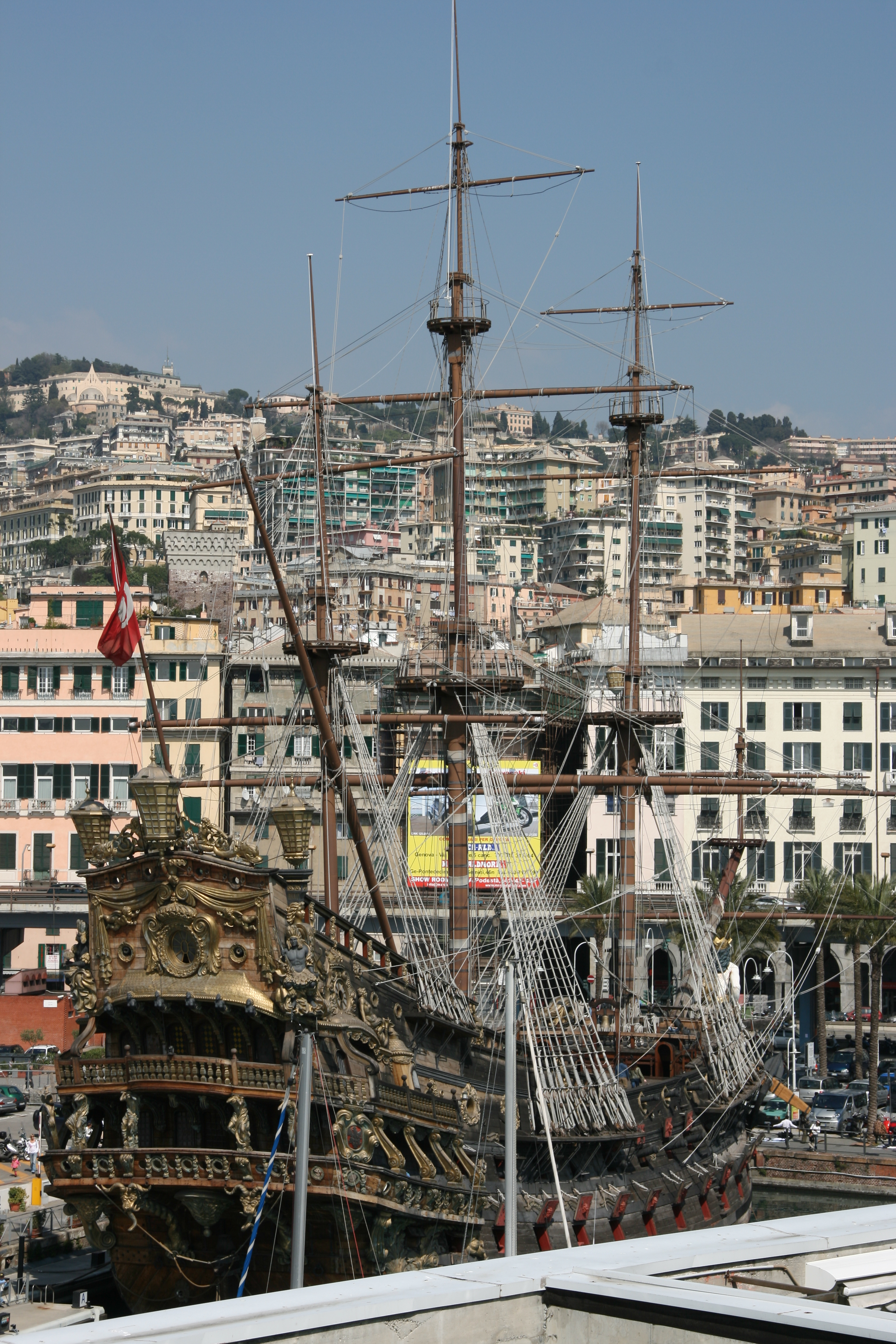
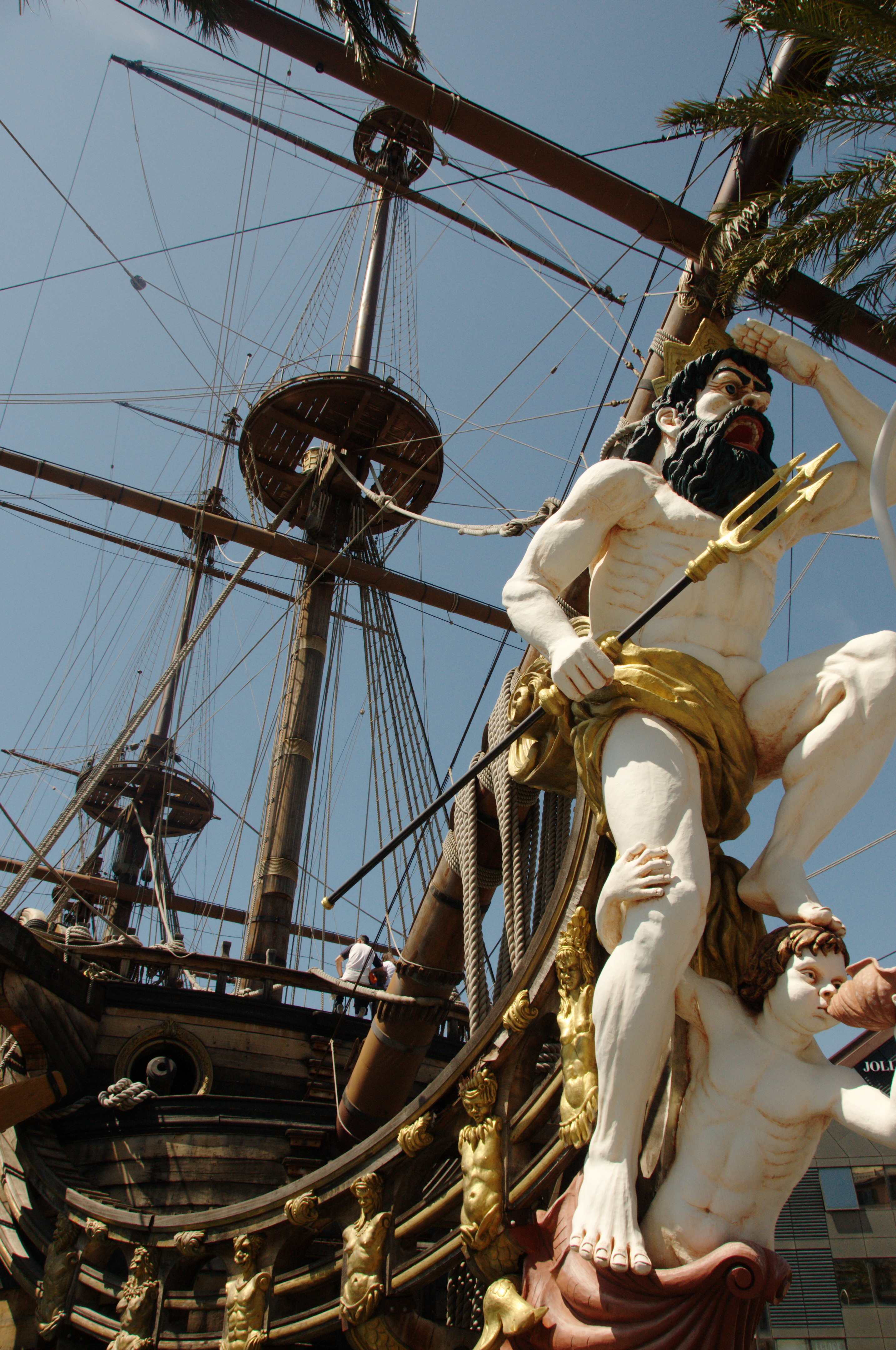
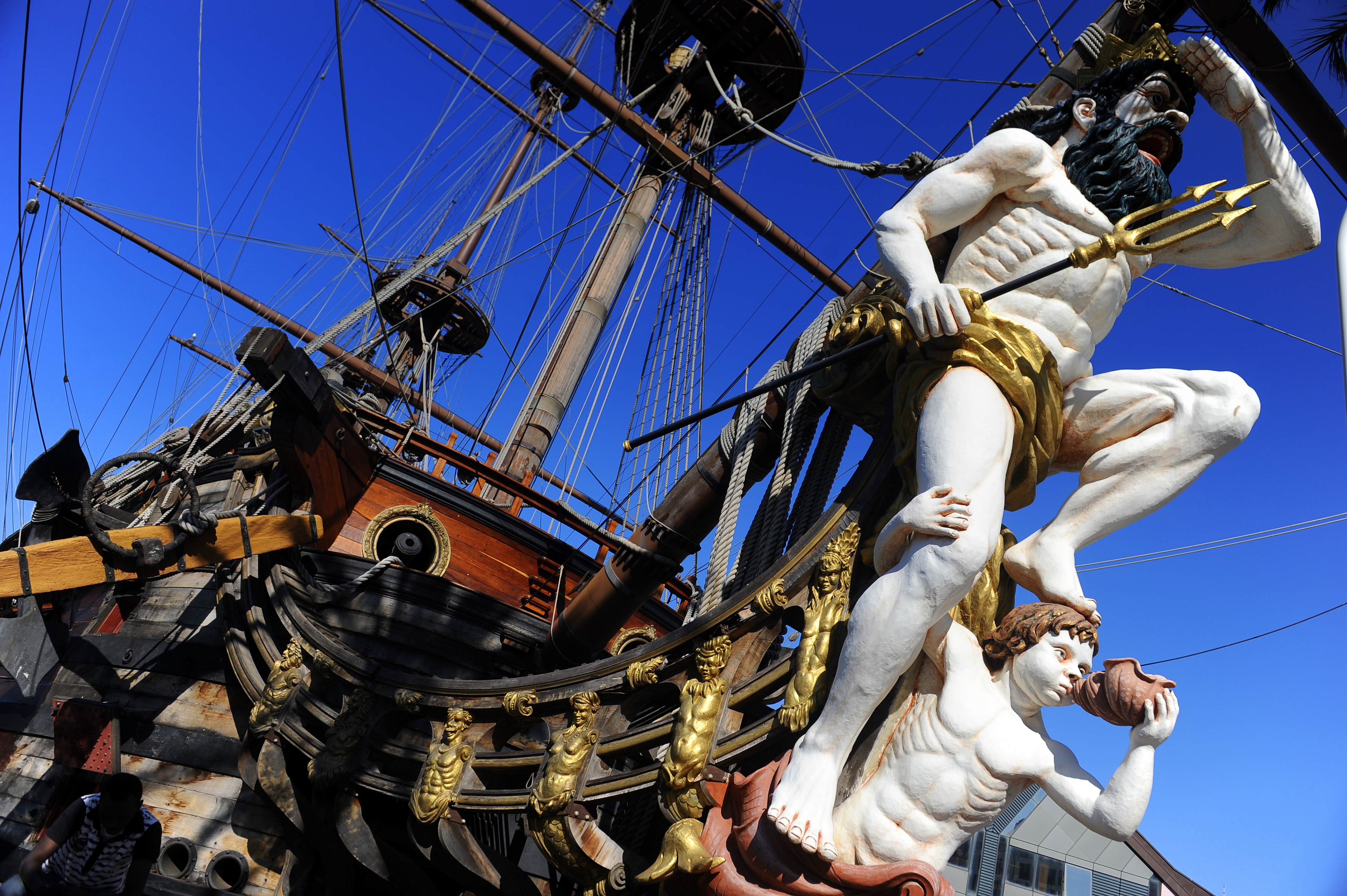
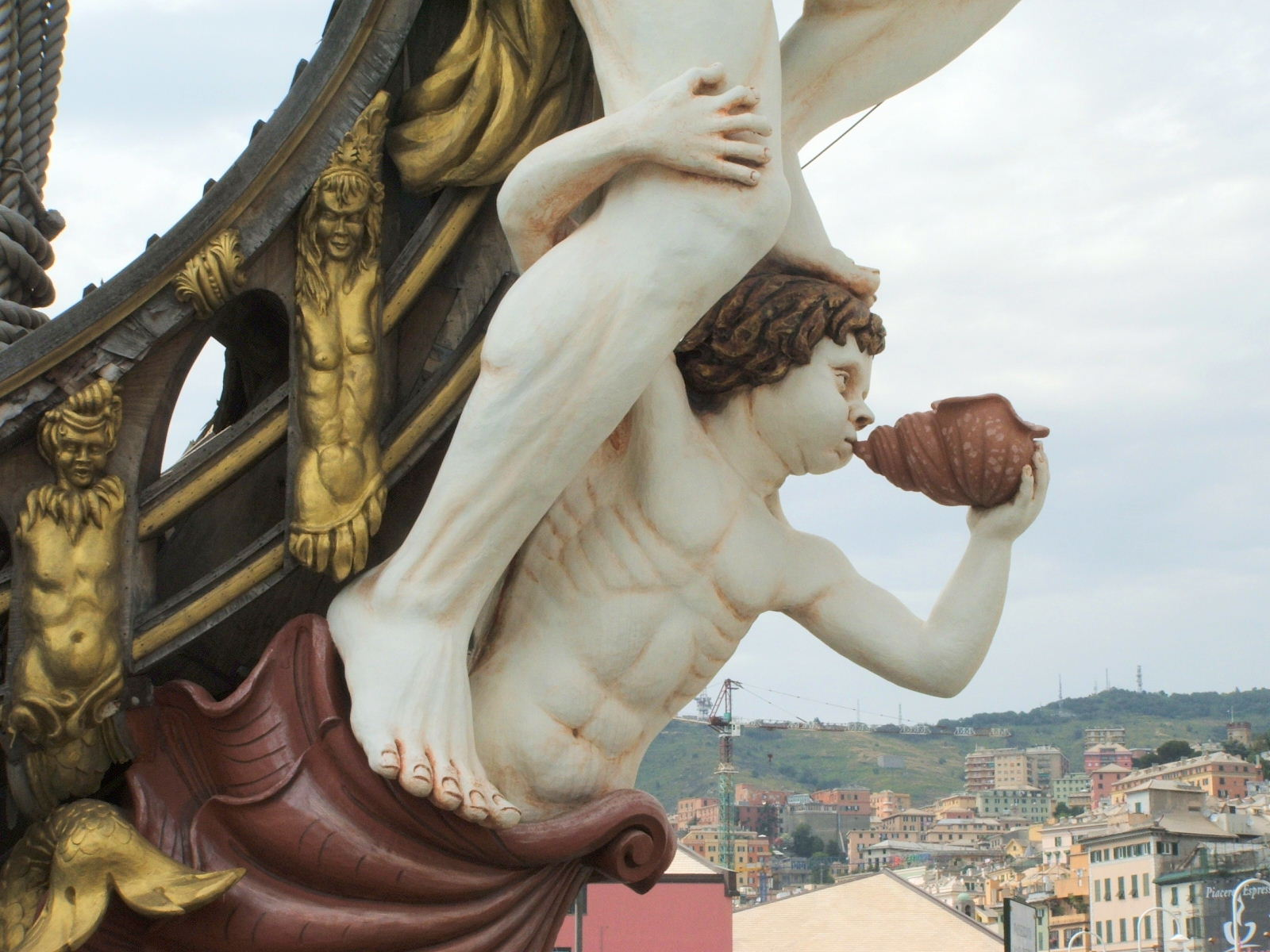
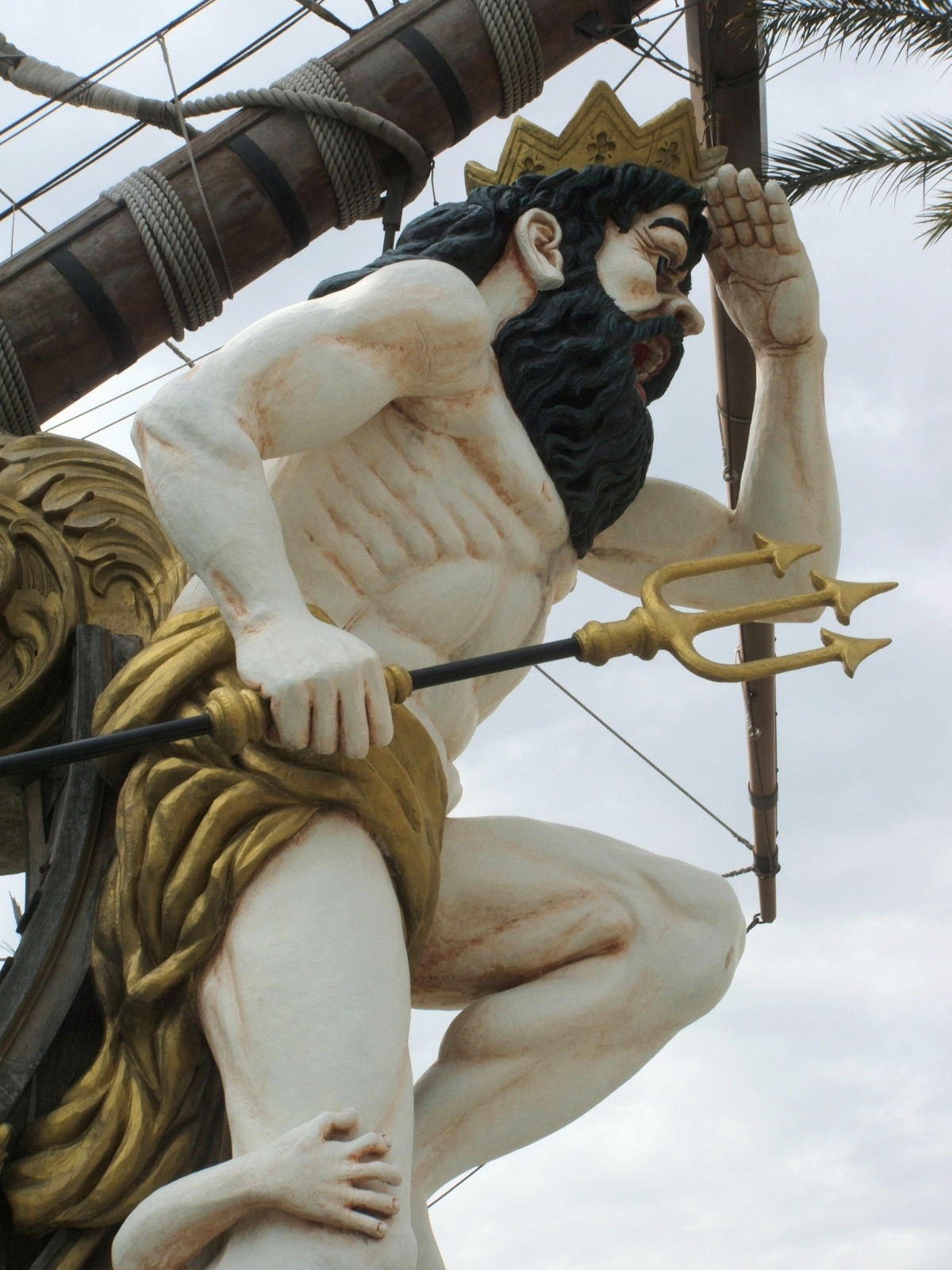
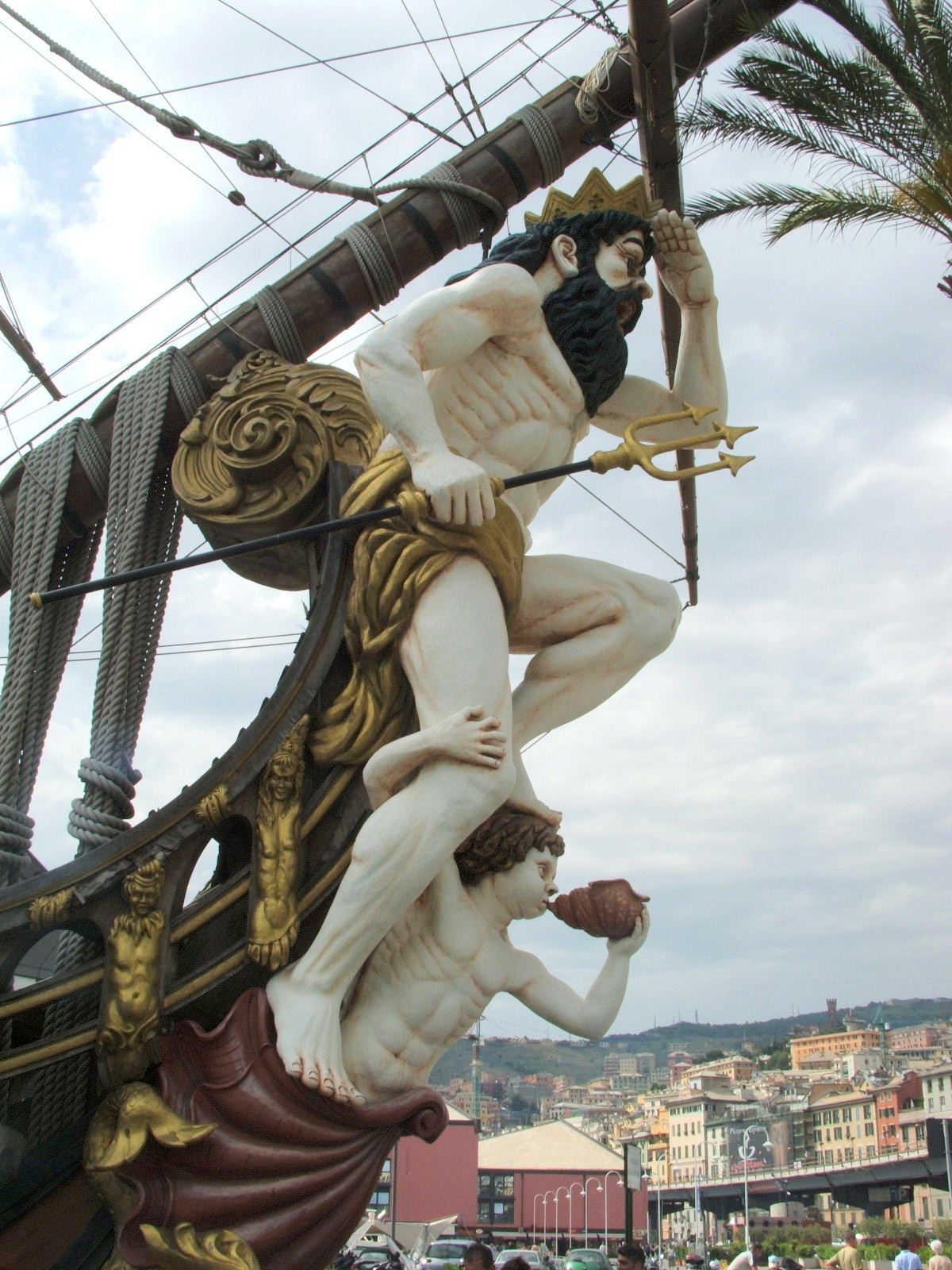
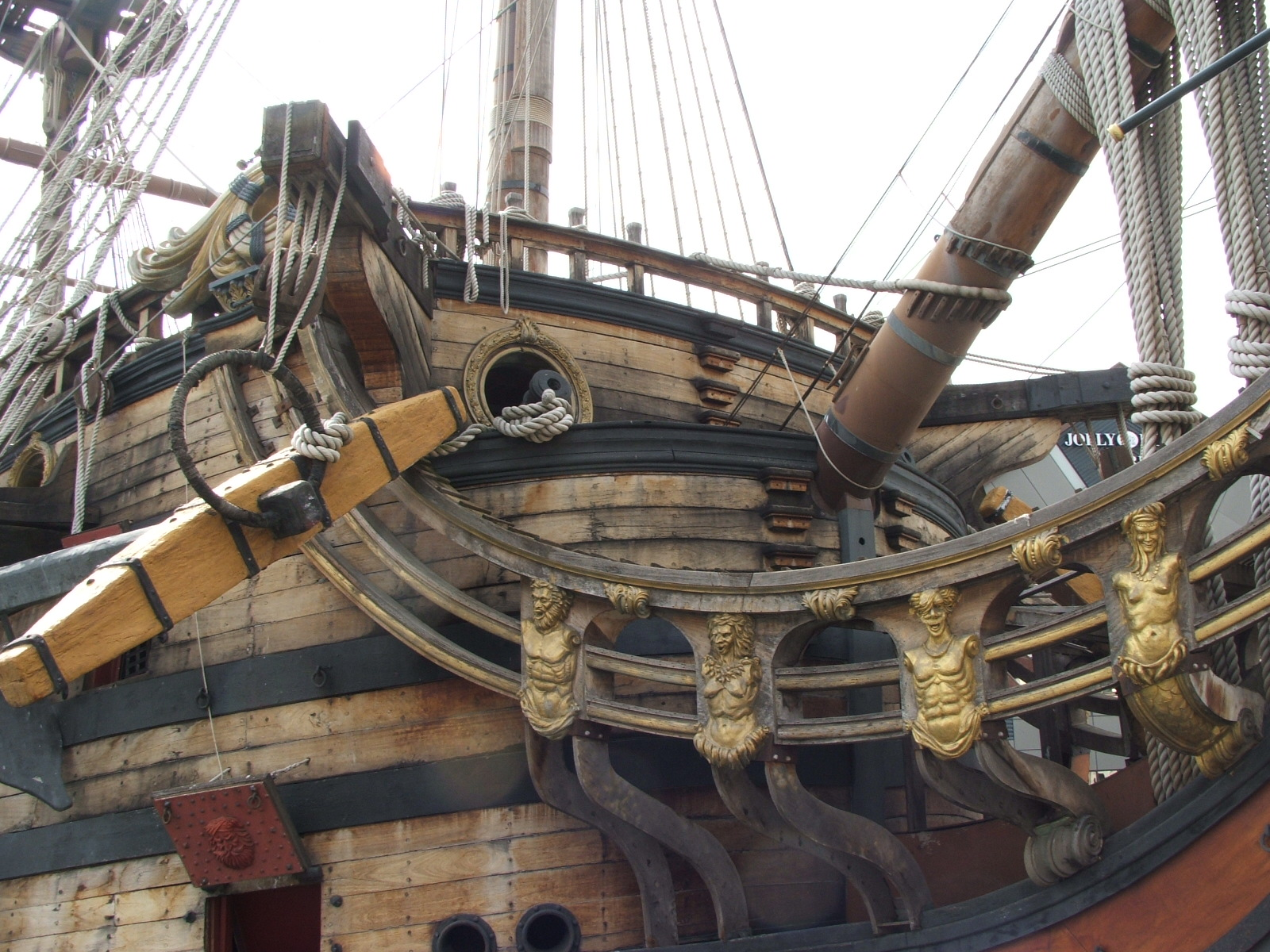
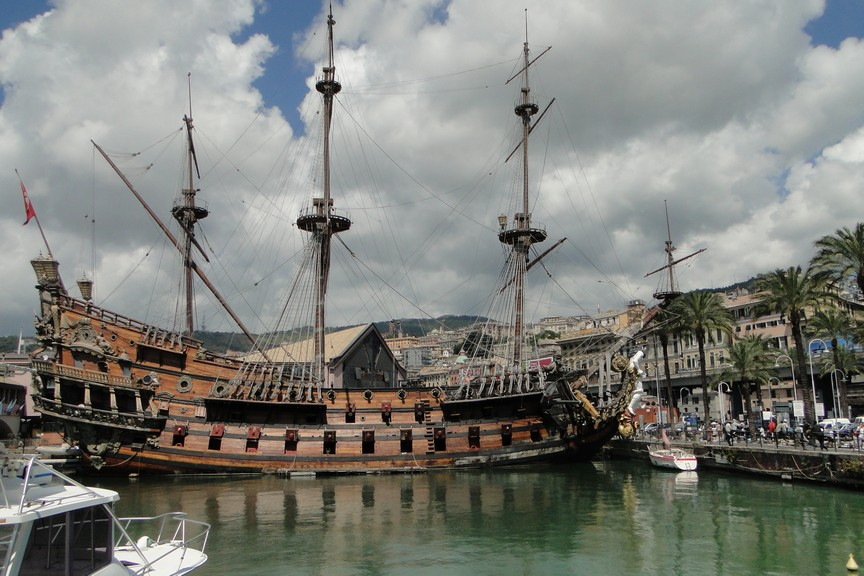
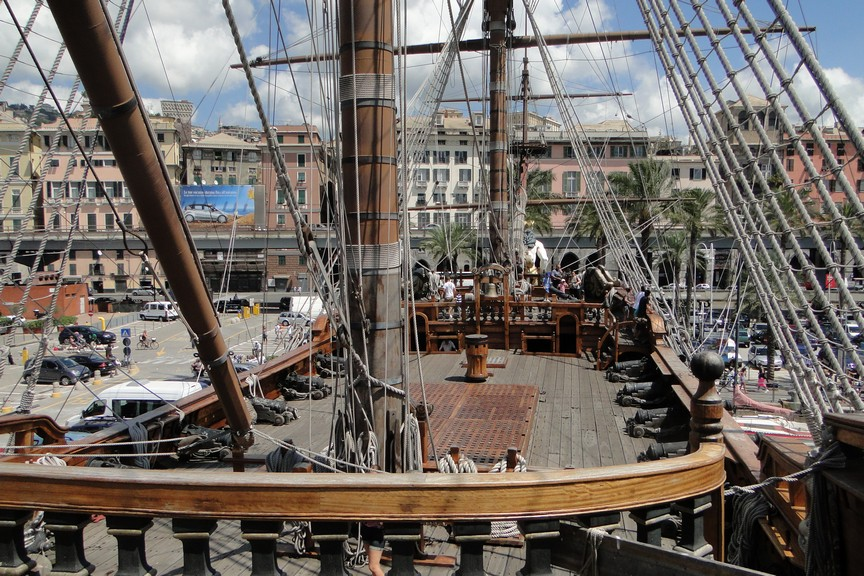
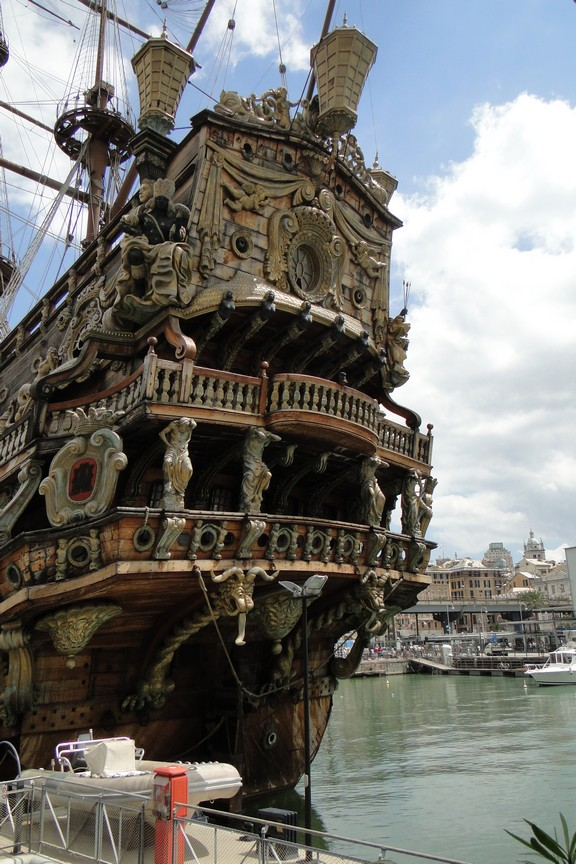
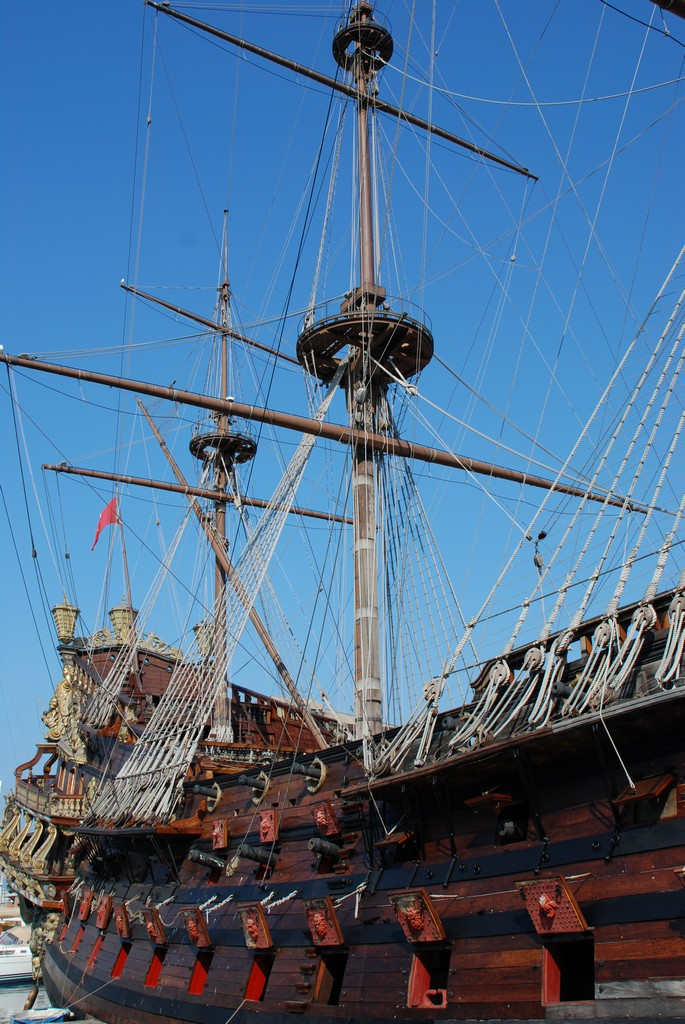